# Chytonix glaucescens
Chytonix glaucescens är en fjärilsart som beskrevs av Jones 1908. Chytonix glaucescens ingår i släktet Chytonix och familjen nattflyn. Inga underarter finns listade i Catalogue of Life.